# Ferrari F60
A Ferrari F60 egy Formula–1-es versenyautó, amelyet a Scuderia Ferrari tervezett és épített a 2009-es évi bajnokságban. Pilótái Felipe Massa és Kimi Räikkönen voltak, illetve az előbbi súlyos balesete után őt helyettesítő Luca Badoer és Giancarlo Fisichella. Elődeihez képest áttervezték, nevében a 60 a versenyistálló korát jelképezi. Nem volt sikeres konstrukció, amellett a csapatot számos nehézség hátráltatta.

## Áttekintés
Mivel 2009-ben volt 60 éve, hogy a Ferrari megjelent a [Formula–1-es versenysorozatban, az új autó ez után kapta a nevét. Ez volt a csapat 55. saját építésű kocsija. Először 2009. január 12-én mutatták be online, majd Felipe Massa aznap Mugellóban prezentálta a képességeit. Nagy várakozással tekintettek a 2009-es évre hiszen az előző idényben gyakorlatilag az utolsó kanyarig versenyben voltak a világbajnoki címért.
Az új szabályok miatt egy radikálisan áttervezett autóról beszélhetünk, mely közel 2 másodperccel volt gyorsabb, mint elődje. Külsőre a legjellegzetesebb talán a visszafogott oldaldobozok látványa, a túlbonyolított szárnyelemek egyszerűsödése, illetve az első szárny szélesedése a hátsó szárny egyidejű keskenyedése mellett.

## Az idény
Az első teszteken impresszív teljesítményt nyújtott a Ferrari, azonban hamar kiderült, hogy ez egy szabálytalan kipufogó-trükkel történt. Amint ezt megváltoztatták, a teljesítmény drasztikusan visszaesett.
Első három nagydíjukon pontot sem tudtak szerezni, Massa kétszer is kiesett. Bahreinben Raikkönen szerezte meg első pontjaikat egy hatodik hellyel. A Spanyolországban bevetett fejlesztésekkel már rendszeressé vált a pontszerzés, Raikkönen Monacóban, Massa pedig Németországban harmadik lett. A Magyar Nagydíj időmérő edzésén aztán Felipe Massát fejbetalálta egy, a Rubens Barrichello autójáról leszakadó rugó. Súlyos sérülést szenvedett, nemcsak hogy rajthoz nem tudott állni másnap, de az idényben többet nem is versenyezhetett, lábadozása miatt. Lázasan keresték helyettesét, eleinte Michael Schumacher neve is felmerült, aki végül nyakfájdalmak miatt nem tudta vállalni a beugrást. Így esett a választás a Ferrari tesztpilótájára, az akkor már 38 éves Luca Badoerre. Ő viszont csak két nagydíjon indult, mert csapnivaló teljesítménye miatt megváltak tőle. Helyette leigazolták a Force India csapattól Giancarlo Fisichellát. aki éppen a leigazolása előtti Belga Nagydíjon lett fantasztikus teljesítménnyel második, pont a Ferrari 2009-es egyetlen győzelmét szerző Raikkönen mögött. A csapat bejelentette továbbá, hogy már nem fejlesztik tovább autójukat, és a 2010-es idényre koncentrálnak.
Végül az idény 1993 óta a legrosszabbul sikerült a csapatnak. Konstruktőrök között csak a negyedik helyet érték el, Raikkönen pedig mindössze a hatodik helyet szerezte meg.

## Eredmények
(félkövérrel jelölve a pole pozíció; dőlt betűvel a leggyorsabb kör)
| Év   | Csapat                    | Motor          | Gumik | Pilóták              | 1   | 2   | 3   | 4   | 5   | 6   | 7   | 8   | 9   | 10  | 11  | 12  | 13  | 14  | 15  | 16  | 17  | Pontok | Helyezés |
| ---- | ------------------------- | -------------- | ----- | -------------------- | --- | --- | --- | --- | --- | --- | --- | --- | --- | --- | --- | --- | --- | --- | --- | --- | --- | ------ | -------- |
| 2009 | Scuderia Ferrari Marlboro | Ferrari 056 V8 | B     |                      | AUS | MAL | CHN | BHR | ESP | MON | TUR | GBR | GER | HUN | EUR | BEL | ITA | SIN | JPN | BRA | ABU | 70     | 4.       |
| 2009 | Scuderia Ferrari Marlboro | Ferrari 056 V8 | B     | Felipe Massa         | KI  | 9   | KI  | 14  | 6   | 4   | 6   | 4   | 3   | NI  |     |     |     |     |     |     |     | 70     | 4.       |
| 2009 | Scuderia Ferrari Marlboro | Ferrari 056 V8 | B     | Luca Badoer          |     |     |     |     |     |     |     |     |     |     | 17  | 14  |     |     |     |     |     | 70     | 4.       |
| 2009 | Scuderia Ferrari Marlboro | Ferrari 056 V8 | B     | Giancarlo Fisichella |     |     |     |     |     |     |     |     |     |     |     |     | 9   | 13  | 12  | 10  | 16  | 70     | 4.       |
| 2009 | Scuderia Ferrari Marlboro | Ferrari 056 V8 | B     | Kimi Räikkönen       | 15† | 14  | 10  | 6   | KI  | 3   | 9   | 8   | KI  | 2   | 3   | 1   | 3   | 10  | 4   | 6   | 12  | 70     | 4.       |

† - Nem fejezte be a futamot, de rangsorolták, mert teljesítette a versenytáv 90 százalékát.